# Provincia di Sechura
La provincia di Sechura è una delle 8 province della regione di Piura nel Perù.

## Capoluogo e data di fondazione
Il capoluogo è Sechura, fondata nel 1554.
La provincia è stata istituita il 23 dicembre 1993.
Sindaco (Alcalde) (2007-2010): Santos Valentín Querevalú Periche

## Superficie e popolazione
- 6370,33 km²
- 58 155 abitanti (inei2005)

## Provincie confinanti
Confina a nord con le province di Paita e Piura; a est con la regione di Lambayeque; a ovest e a sud con l'oceano Pacifico.

## Geografia antropica

### Suddivisioni amministrative
È divisa in sei distretti:
- Sechura
- Bellavista de la Unión
- Bernal
- Cristo Nos Valga
- Rinconada Llicuar
- Vice

## Festività
- gennaio: Festa della mangrovia
- febbraio - marzo: Carnevale
- 18 ottobre: Signore dei Miracoli
- 11 novembre: San Martino di Tours